# Jerzy (król Saksonii)

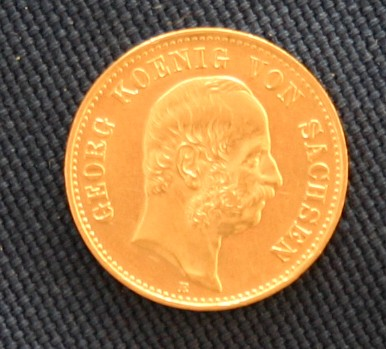
Moneta z wizerunkiem króla Jerzego z 1903 roku

Jerzy, niem. Georg, właśc. Fryderyk August Jerzy Ludwik Maksymilian Karol Maria Jan Nepomucen Jan Chrzciciel Ksawery Cyriak Roman Saski, niem. Friedrich August Georg Ludwig Wilhelm Maximilian Karl Maria Nepomuk Baptist Xaver Cyriacus Romanus von Sachsen (ur. 8 sierpnia 1832 w Dreźnie, zm. 15 października 1904 w Pillnitz) – król Saksonii 1902–1904.

## Życiorys
Był synem króla Saksonii Jana I i Amelii Augusty Bawarskiej (córki pierwszego króla Bawarii – Maksymiliana I Józefa).
W 1902 objął tron po swoim zmarłym bracie Albercie I, który ze swoją żoną Karolą Wazą nie doczekał się potomstwa. Panował tylko dwa lata.

## Odznaczenia
- Wielki Mistrz Orderu Korony Rucianej (Saksonia)
- Wielki Mistrz Orderu Wojskowego Świętego Henryka (Saksonia)
- Wielki Mistrz Orderu Zasługi Cywilnej (Saksonia)
- Wielki Mistrz Orderu Alberta (Saksonia)
- Order Orła Czarnego z łańcuchem (Prusy)[1]
- Wielki Komandor Orderu Hohenzollernów (Prusy)[1]
- Order Wojskowy Pour le Mérite z liściem dębu (Prusy)[1]
- Krzyż Żelazny I klasy (Prusy)[1]
- Krzyż Żelazny II klasy (Prusy)
- Krzyż Wielki Orderu Wierności (Badenia)[1]
- Krzyż Wielki Orderu Lwa Zeryngeńskiego (Badenia)[1]
- Order Świętego Huberta (Bawaria)[1]
- Krzyż Wielki Orderu Henryka Lwa (Brunszwik)[1]
- Krzyż Wielki Orderu Gwelfów (Hanower)[1]
- Krzyż Wielki Orderu Lwa Złotego (Hesja)
- Krzyż Wielki Orderu Wilhelma (Hesja)[1]
- Krzyż Wielki Orderu Ludwika (Hesja)[1]
- Krzyż Zasługi Wojskowej (Hesja)[1]
- Order Domowy Nassauski Lwa Złotego (Luksemburg)
- Krzyż Wielki Orderu Korony Wendyjskiej (Meklemburgia)[1]
- Order Domowy i Zasługi Księcia Piotra Fryderyka Ludwika I klasy (Oldenburg)
- Order Ernestyński I klasy (Saksonia Kobursko-Gotajska)
- Order Sokoła Białego I klasy (Saksonia-Weimar-Eisenach)
- Krzyż Wielki Orderu Korony (Wirtembergia)[1]
- Krzyż Wielki Orderu Zasługi Wojskowej (Wirtembergia)
- Krzyż Wielki Orderu Leopolda (Belgia)[1]
- Order Annuncjaty (Włochy)[1]
- Order Chryzantemy (Japonia)
- Krzyż Wielki Orderu Lwa Niderlandzkiego (Holandia)[1]
- Order Złotego Runa (Austro-Węgry)[1]
- Krzyż Wielki Orderu Świętego Stefana (Austro-Węgry)[1]
- Krzyż Zasługi Wojskowej z dekoracją wojenną (Austro-Węgry)[1]
- Wstęga Dwóch Orderów (Portugalia)[1]:
  - Krzyż Wielki Orderu Chrystusa[1]
  - Krzyż Wielki Orderu Świętego Benedykta z Avis[1]
- Krzyż Wielki Orderu Wieży i Miecza (Portugalia)[1]
- Order Świętego Andrzeja (Rosja)[1]
- Order Świętego Jerzego III klasy (Rosja)[1]
- Order Domowy Chakri (Syjam)[1]
- Krzyż Kawalerski I Klasy Orderu Świętego Ferdynanda (Oboje Sycylii)[1]
- Krzyż Wielki Orderu Karola III (Hiszpania)[1]
- Krzyż Wielki Orderu Świętego Józefa (Toskania)[1]

## Małżeństwo i dzieci
11 maja 1859 w Lizbonie poślubił Marię Annę Braganze, córkę księcia Ferdynanda Koburga i królowej Portugalii Marii Bragança, miał z nią dzieci:
- Marię Janinę (1860–1861),
- Elżbietę (1862–1863),
- Matyldę (1863–1933),
- Fryderyka Augusta III (1865–1932) – króla Saksonii,
- Marię Józefę (1867–1944) – żonę arcyksięcia austriackiego Ottona Habsburga, matkę ostatniego cesarza Austrii Karola I Habsburga,
- Jana Jerzego (1869–1938) – męża księżniczki Marii Izabeli Wirtemberskiej, a potem księżniczki Marii Immaculaty Burbon-Sycylijskiej,
- Maksymiliana (1870–1951) – księdza
- Alberta (1875–1900) – zmarłego w wieku 25 lat w wypadku samochodowym

## Galeria

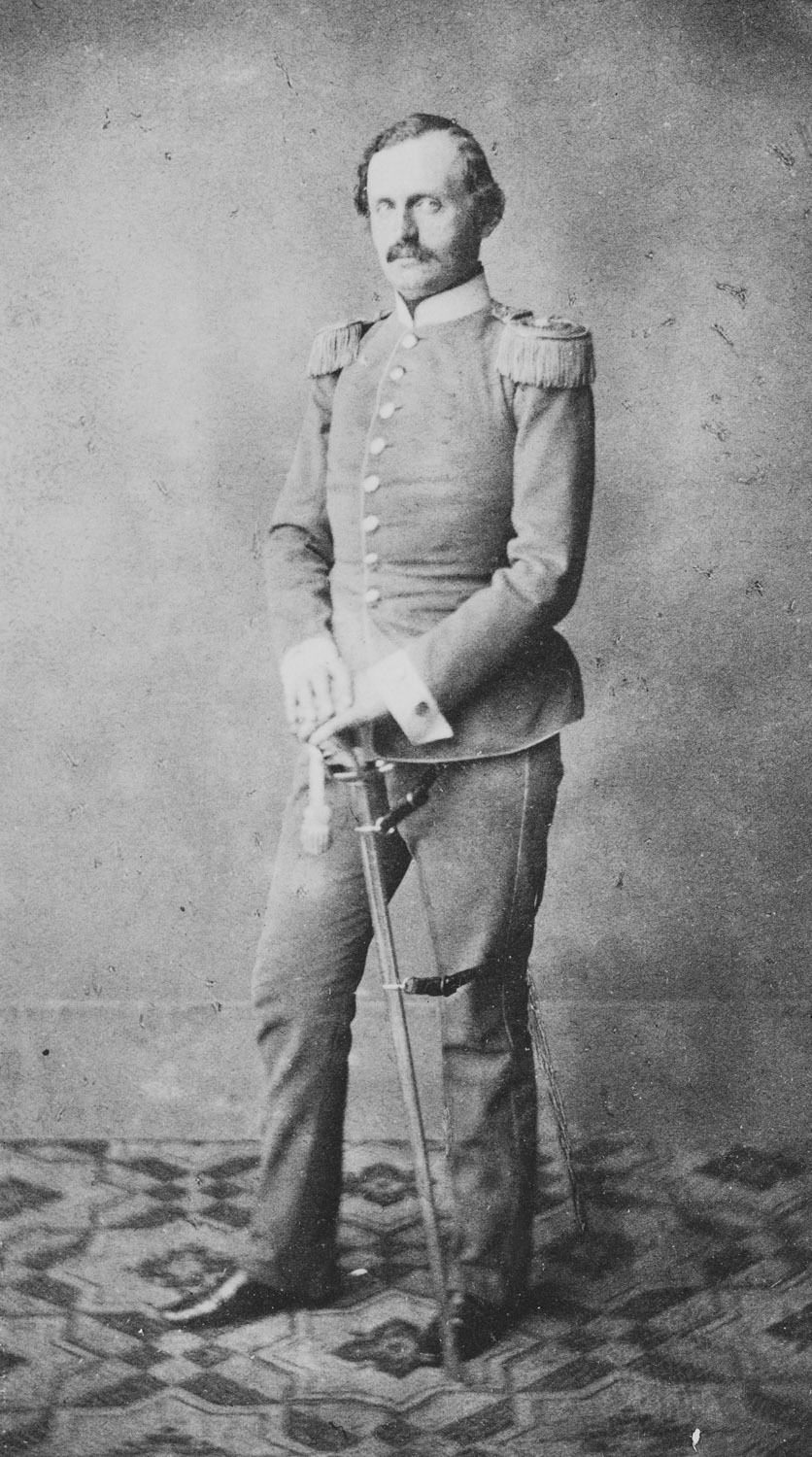
Jerzy Wettyn w 1860 roku
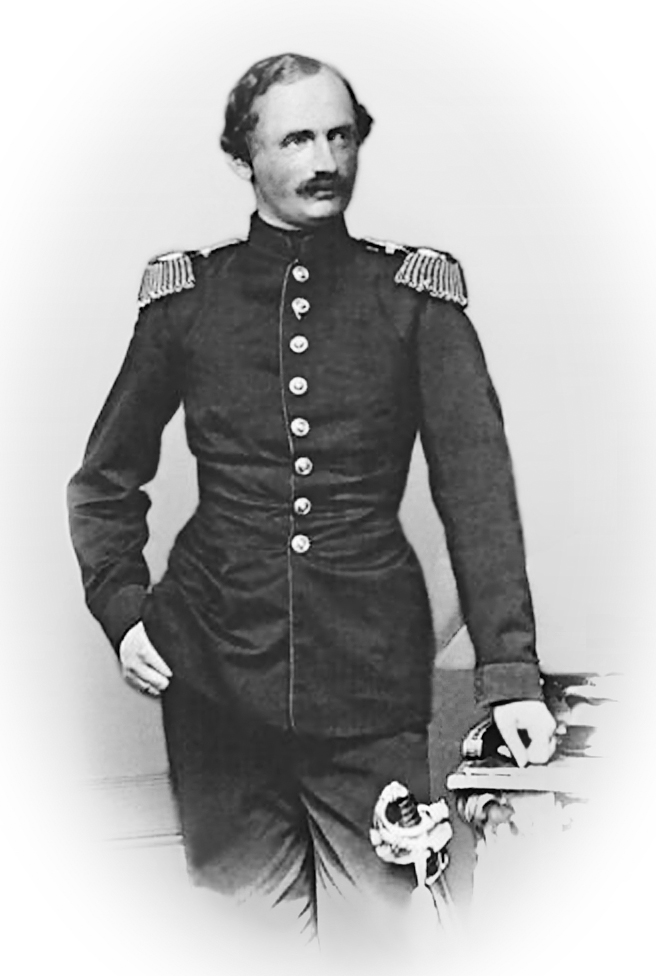
Jerzy Wettyn około 1883 roku
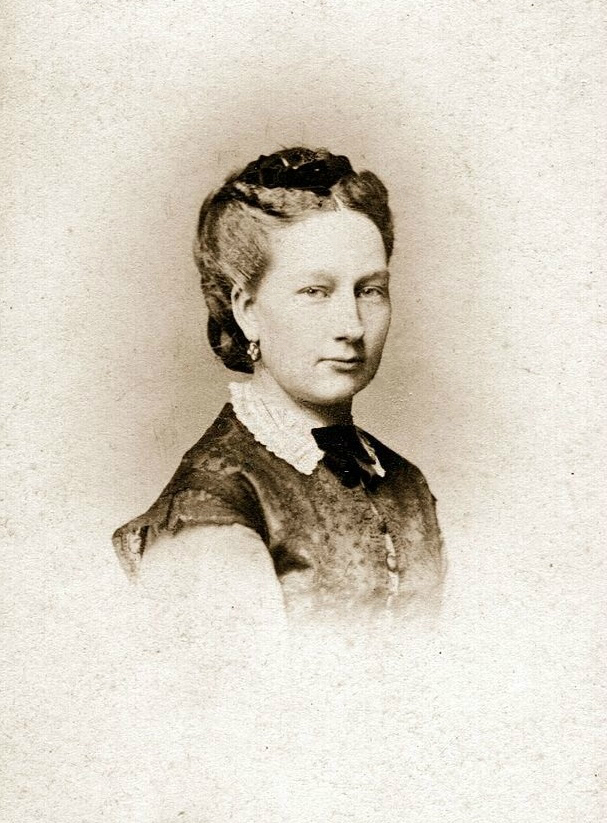
Maria Anna Portugalska (Sachsen-Coburg-Gotha) jako żona Jerzego
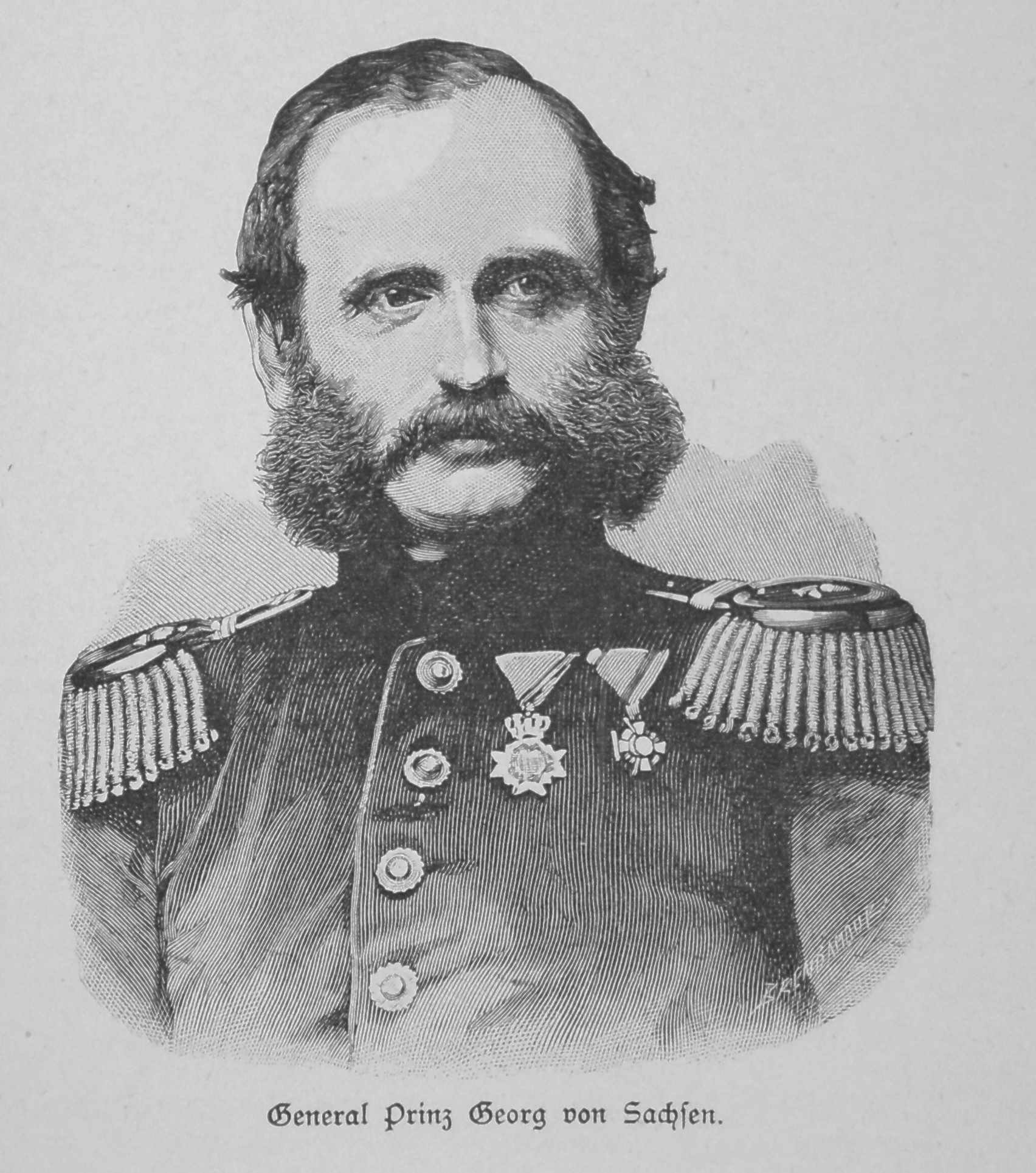
Jerzy Wettyn jako następca tronu
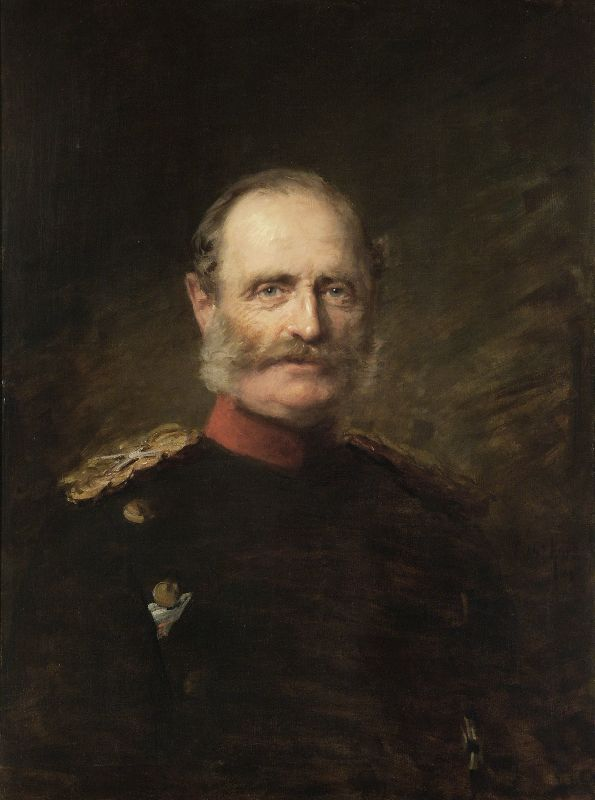
Jerzy Wettyn w 1895 roku

## Genealogia
| Prapradziadkowie                        | król Polski August III Sas (1696-1763) ∞ 1719 Maria Józefa Habsburg (1699-1757)                     | Maria Amalia Habsburg (1701-1756) ∞ 1722 cesarz rzymski Karoll VII Wittelsbach (1697-1745)          | książę Parmy Filip I Parmeński (1720-1765) ∞1739 Maria Ludwika Burbon (1727-1759)      | cesarz rzymski Franciszek I Lotaryński (1708-1765) ∞1736 Maria Teresa Habsburg (1717-1780) | Christian III Wittelsbach (Pfalz-Zweibrücken) (1674-1735) ∞1719 Karolina Nassau-Saarbrücken (1704–1774)                    | Józef Karol Wittelsbach (Pfalz-Sulzbach) (1694-1729) ∞1717 Elżbieta Augusta Wittelsbach (1693-1728)                        | wielki książę Badenii Karol Fryderyk Badeński (1728-1811) ∞1783 Karoline Luise Hessen-Darmstadt(1723-1783) | landgraf Hesji-Darmstadt Ludwik IX (1719-1790) ∞1741 Karolina Wittelsbach (Pfalz-Zweibrücken) (1721-1774) |
| Pradziadkowie                           | elektor Saksonii Fryderyk Krystian Wettyn (1722-1763) ∞ 1747 Maria Antonina Wittelsbach (1724-1780) | elektor Saksonii Fryderyk Krystian Wettyn (1722-1763) ∞ 1747 Maria Antonina Wittelsbach (1724-1780) | książę Parmy Ferdynand I Parmeński (1751-1802) ∞1769 Maria Amalia Habsburg (1746-1804) | książę Parmy Ferdynand I Parmeński (1751-1802) ∞1769 Maria Amalia Habsburg (1746-1804)     | Fryderyk Michał Wittelsbach (Pfalz-Birkenfeld) (1724-1767) ∞1746 Maria Franciszka Wittelsbach (Pfalz-Sulzbach) (1724-1794) | Fryderyk Michał Wittelsbach (Pfalz-Birkenfeld) (1724-1767) ∞1746 Maria Franciszka Wittelsbach (Pfalz-Sulzbach) (1724-1794) | Karol Ludwik Badeński (1755-1801) ∞1775 Amalia Fryderyka Hessen-Darmstadt (1754-1832)                      | Karol Ludwik Badeński (1755-1801) ∞1775 Amalia Fryderyka Hessen-Darmstadt (1754-1832)                     |
| Dziadkowie                              | Maksymilian Wettyn (1759-1838) ∞1792 Karolina Burbon-Parmeńska (1770-1804)                          | Maksymilian Wettyn (1759-1838) ∞1792 Karolina Burbon-Parmeńska (1770-1804)                          | Maksymilian Wettyn (1759-1838) ∞1792 Karolina Burbon-Parmeńska (1770-1804)             | Maksymilian Wettyn (1759-1838) ∞1792 Karolina Burbon-Parmeńska (1770-1804)                 | król Bawarii Maksymilian I Józef Wittelsbach (1756-1825) ∞1797 Karolina Fryderyka Badeńska (1776-1841)                     | król Bawarii Maksymilian I Józef Wittelsbach (1756-1825) ∞1797 Karolina Fryderyka Badeńska (1776-1841)                     | król Bawarii Maksymilian I Józef Wittelsbach (1756-1825) ∞1797 Karolina Fryderyka Badeńska (1776-1841)     | król Bawarii Maksymilian I Józef Wittelsbach (1756-1825) ∞1797 Karolina Fryderyka Badeńska (1776-1841)    |
| Rodzice                                 | król Saksonii Jan Wettyn (1801-1873) ∞1822 Amelia Augusta Wittelsbach (1801-1877)                   | król Saksonii Jan Wettyn (1801-1873) ∞1822 Amelia Augusta Wittelsbach (1801-1877)                   | król Saksonii Jan Wettyn (1801-1873) ∞1822 Amelia Augusta Wittelsbach (1801-1877)      | król Saksonii Jan Wettyn (1801-1873) ∞1822 Amelia Augusta Wittelsbach (1801-1877)          | król Saksonii Jan Wettyn (1801-1873) ∞1822 Amelia Augusta Wittelsbach (1801-1877)                                          | król Saksonii Jan Wettyn (1801-1873) ∞1822 Amelia Augusta Wittelsbach (1801-1877)                                          | król Saksonii Jan Wettyn (1801-1873) ∞1822 Amelia Augusta Wittelsbach (1801-1877)                          | król Saksonii Jan Wettyn (1801-1873) ∞1822 Amelia Augusta Wittelsbach (1801-1877)                         |
| Jerzy Wettyn (1832-1904), król Saksonii | | |                                                                                        |                                                                                            | | | | |